# Flize (tổng)
Tổng Flize là một tổng ở tỉnh Ardennes trong vùng Grand Est.
Tổng này được tổ chức xung quanh Flize ở quận Charleville-Mézières. Độ cao trung bình là 201 m.

## Hành chính
| Giai đoạn | Ủy viên        | Đảng | Tư cách |
| --------- | -------------- | ---- | ------- |
| 2008-2014 | Hugues Mahieu  | PS   |         |
| 2001-2008 | Hugues Mahieu  | PS   |         |
|           | Jacques Habran |      |         |

## Các đơn vị hành chính
Tổng Flize gồm 22 xã với dân số 10 356 người (điều tra năm 1999, dân số không tính trùng)
| Xã                     | Dân số | Mã bưu chính | Mã insee |
| ---------------------- | ------ | ------------ | -------- |
| Les Ayvelles           | 769    | 08000        | 08040    |
| Balaives-et-Butz       | 209    | 08160        | 08042    |
| Boulzicourt            | 1 003  | 08410        | 08076    |
| Boutancourt            | 281    | 08160        | 08079    |
| Chalandry-Elaire       | 524    | 08160        | 08096    |
| Champigneul-sur-Vence  | 105    | 08430        | 08099    |
| Dom-le-Mesnil          | 1 047  | 08160        | 08140    |
| Élan                   | 77     | 08160        | 08152    |
| Étrépigny              | 217    | 08160        | 08158    |
| Flize                  | 1 277  | 08160        | 08173    |
| Guignicourt-sur-Vence  | 317    | 08430        | 08203    |
| Hannogne-Saint-Martin  | 474    | 08160        | 08209    |
| Mondigny               | 147    | 08430        | 08295    |
| Nouvion-sur-Meuse      | 2 193  | 08160        | 08327    |
| Omicourt               | 34     | 08450        | 08334    |
| Saint-Marceau          | 421    | 08160        | 08388    |
| Saint-Pierre-sur-Vence | 158    | 08430        | 08395    |
| Sapogne-et-Feuchères   | 504    | 08160        | 08400    |
| Villers-le-Tilleul     | 191    | 08430        | 08478    |
| Villers-sur-le-Mont    | 77     | 08430        | 08482    |
| Vrigne-Meuse           | 191    | 08350        | 08492    |
| Yvernaumont            | 140    | 08430        | 08503    |

## Thông tin nhân khẩu
| 1962                                                     | 1968  | 1975  | 1982  | 1990   | 1999   |
| -------------------------------------------------------- | ----- | ----- | ----- | ------ | ------ |
| 8 932                                                    | 9 484 | 9 127 | 9 165 | 10 036 | 10 356 |
| Nombre retenu à partir de 1962 : dân số không tính trùng |       |       |       |        |        |